# Manon Mullener
Manon Mullener (* 1997 in Freiburg im Üechtland)  ist eine Schweizer Jazzmusikerin (Piano, Komposition). 

## Leben und Wirken
Mullener, die in Freiburg aufwuchs, stammt aus einer Musikerfamilie (ihr Vater und ihr Bruder sind Schlagzeuger). Vierjährig erhielt sie ersten Klavierunterricht am Konservatorium Freiburg. Aufgrund ihres Interesses an Jazz und lateinamerikanischer Musik absolvierte sie im Alter von 17 Jahren einen Studienaufenthalt in Kuba. Ihre Ausbildung setzte sie in Freiburg bei Richard Pizzorno und Thomas Florin fort. Dann studierte sie an der Hochschule der Künste Bern bei Colin Vallon und Django Bates.
2019 nahm Mullener ihr Debütalbum «Reflejos» zusammen mit dem peruanischen Pianisten César Correa und dem Zürcher Perkussionisten David Stauffacher auf. Mit dem Trio trat sie in der Schweiz und im Ausland auf. 2023 veröffentlichte sie mit ihrem Quintett das Album «Insomnia», das sie mit einer Tournee mit etwa 50 Konzerten in Europa vorstellte. Im Januar 2024 trat sie beim «Havana Jazz Festival» in Kuba im Duo mit Emmet Cohen, Dayramir González und Jorge Luis Pacheco auf. 2025 erschien ihr Album «Stories», das die Kritik positiv würdigte. Sie arbeitete auch mit Nicole Johänntgen, «La Comédie Musicale Improvisée» und Nolan Quinn. Laut Le Temps ist Mullener «eine junge Schweizer Jazzhoffnung, die man im Auge behalten sollte».
Weiterhin gehört Mullener zum Moderatorenteam für die Sendung «Jazz am Sunntig» auf Radio RaBe. 2024 präsentierte sie unter dem Titel «Jazz am Sunntig Unplugged: New York Series» eine Podcast-Reihe mit Interviews, die sie mit Musikern in New York City während eines viermonatigen Aufenthalts führte.

## Preise und Auszeichnungen
2018 wurde Mullener in Freiburg mit dem «Prix de La Spirale» ausgezeichnet. 2022 war sie eine der Gewinnerinnen des internationalen Wettbewerbs «Support of Female Improvising Artists».

## Diskographische Hinweise
- Manon Mullener 5tet: Insomnia (Altrisuoni 2023, mit Victor Decamp, Samuel Urscheler, Benjamin Jaton, Lucien Mullener)
- Stories (2025, mit Victor Decamp, Samuel Urscheler, Dean Torrey, Lucien Mullener, Edgar Martínez Ochoa sowie Rachel Therrien, Camila Meza)